# سباستین فلوت
سباستین فلوت (انگلیسی: Sébastien Flute؛ زادهٔ ۲۵ مارس ۱۹۷۲) کماندار اهل فرانسه است.
وی همچنین برندهٔ جوایزی همچون لژیون دونور (شوالیه) شده‌است.